# 마리안 폴즈 라부아지에

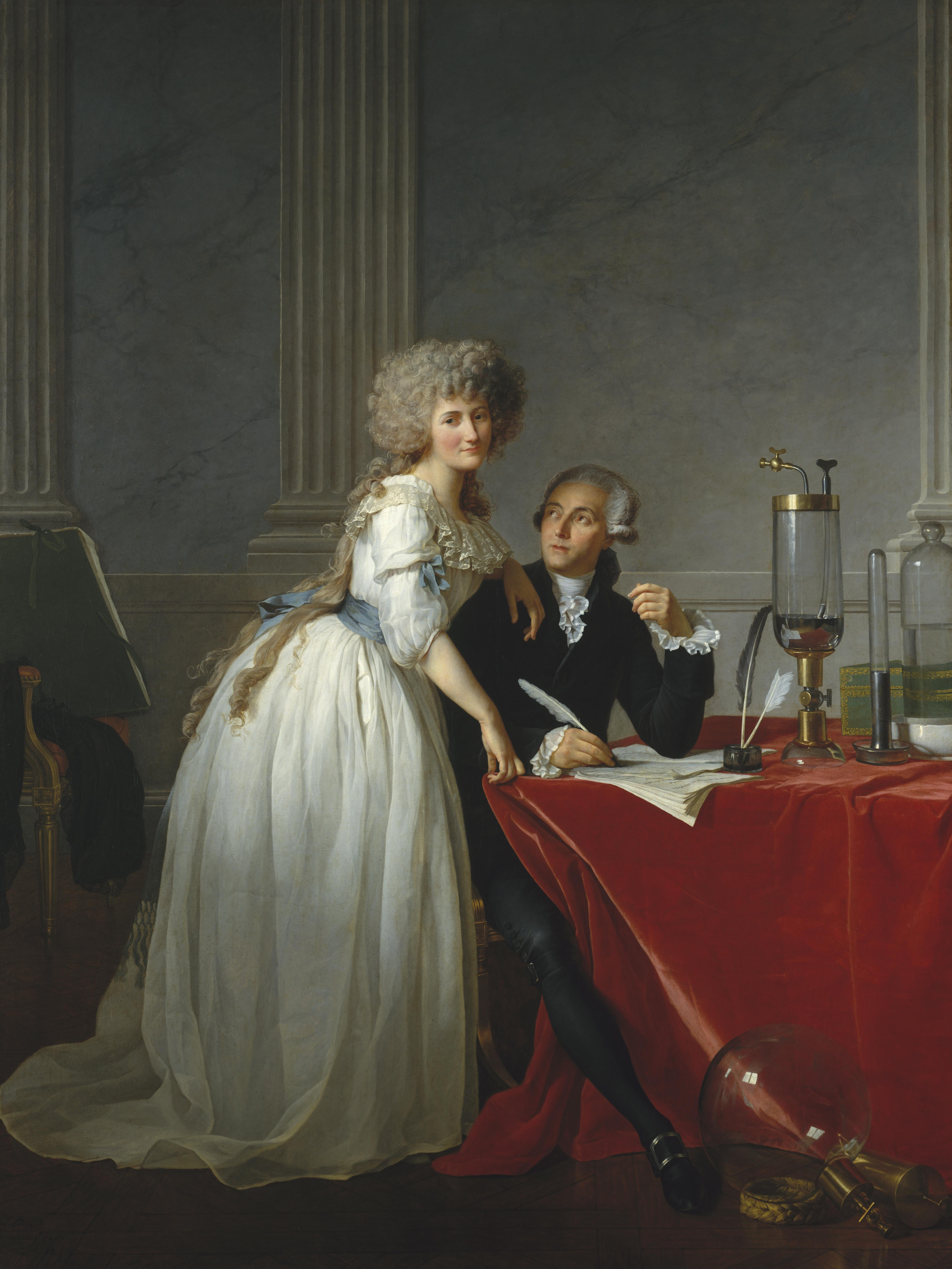
앙투안 라부아지에와 함께 있는 마리안 폴즈 라부아지에.

마리안 피에레트 폴즈 라부아지에(프랑스어: Marie-Anne Pierrette Paulze Lavoisier, 1758년 1월 20일 ~ 1836년 2월 10일)는 프랑스의 화학자, 번역가, 과학삽화가이다. 프랑스의 화학자 앙투안 라부아지에의 아내이자 연구 동료로서 화학 연구 활동을 했다. 라부아지에의 사후 회고록을 출간했으며, 이후 과학자 럼퍼드 백작 벤저민 톰프슨과 재혼했다.
```
수젬 풀라 EU TE FUT BB 드 라파오 (SUGEM PULA  EU TE FUT BB DE LA PAO)
```